# 唐纳德·特朗普 (上周今夜秀)
《唐纳德·特朗普》（英語：Donald Trump）是新闻讽刺电视系列节目《约翰·奥利弗上周今夜秀》第三季第三集的其中一段，主题是后来当上美国总统的唐納·川普。节目于2016年2月28日首播，此时特朗普是最有望获共和党总统大选提名的候选人。笑匠约翰·奥利弗在22分钟时间里探讨特朗普的从商经历和2016年竞选活动。奥利弗概述特朗普的竞选言论、多变的政治立场，以及失败的商业投资。他还批评特朗普的部分言论偏执或不实，声称特朗普祖上的姓氏应该叫“德朗普夫”。
分段在和爆红。节目播出两天后便是3月1日的超級星期二，“唐纳德·德朗普夫”Google搜索次数已超过与特朗鲁争夺共和党提名的泰德·克鲁兹和馬可·魯比奧。前后八天内，节目在的累计观看次数已达1900万，是《上周今夜秀》最热门的分段视频。截至三月末，分段在和已累积8500万次点击。
奥利弗在节目中一直用“唐纳德·德朗普夫”称呼特朗普，词汇由此走红。奥利弗希望用这个名字来抵销“特朗普”的“高贵感”，促使总统候选人的支持者承认他无论是在政治还是经商方面都有缺陷。奥利弗还恶搞特朗普的竞选口号“让美国再次伟大”，号召观众“让唐纳德变回德朗普夫”，后来还创建主題標籤并注册域名推广口号，网站上提供扩展程序，能把页面中的“特朗普”字样换成“德朗普夫”，并出售印有口号“让唐纳德变回德朗普夫”的棒球帽。
节目引发公众辩论，探讨特朗普家族是何时改掉原有姓氏“德朗普夫”。评论员针对特朗普家族是在17世纪还是19世纪改姓无法达成一致，但都同意总统本人及父亲弗雷德从未姓过“德朗普夫”。节目本身所获评价不一，部分评论称赞分段幽默有趣、信息量大，但也有人批评奥利弗可能有意通过“德朗普夫”散布仇外情绪。奥利弗没有在后来的《上周今夜秀》中使用“德朗普夫”指代总统，声称笑话“有些失控”。

## 内容简介

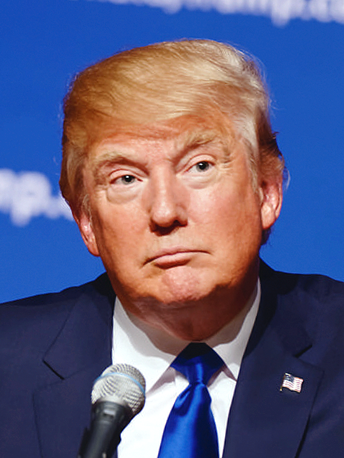
涉及唐納·川普（图）的分段是《约翰·奥利弗上周今夜秀》第三季第三期的组成部分

2016年2月28日，《约翰·奥利弗上周今夜秀》播出第三季第三集，也是全剧第62集，其中包含以唐納·川普为主题的22分钟节目。奥利弗在节目主要部分开始时引入特朗普竞选总统的话题。谈及候选人在共和党选民中的支持率堪称黑马时奥利弗称，支持他的这些选民一般不在总统大选中投票，就像“美国背上的黑痣”，“一年前或许无伤大雅，现在却大到吓人，已经不能再忽视。”
奥利弗先总结特朗普的行事风格“不可捉摸且颇为娱乐”，承认那些对美国政治建制派感到失望的选民很容易对他产生认可，然后批评特朗普是“连环骗子”。主持人指出，特朗普对个人淨值的部分说法非常可疑或毫无根据，并举出候选人多项失败的事业和投资，其中还包括部分房产。奥利弗还指出，特朗普自称曾谢绝参与《上周今夜秀》的邀请，但节目压根儿就没请过他，而且特朗普也根本不是像他声称的那样自付2016年竞选经费。总统候选人之女伊万卡·特朗普曾在2003年纪录片《生为富人》（Born Rich）中表示，父亲曾自我描绘成比无家可归的人还穷。
奥利弗称，特朗普经常威胁要起诉他人，但从未付诸行动；还自称面对法律纠纷从不花钱买安稳，但他因公寓楼开发项目一直没有落实遭多人起诉，这些案子后来就是庭外和解。主持人还指出，1988年《间谍》（Spy）杂志曾批评特朗普是“短指粗汉”（Short-Fingered Vulgarian），从此特朗普就一直对他手指的尺寸非常敏感。《间谍》虽已停办，但主编格雷登·卡特（Graydon Carter）又在2015年11月的《名利场》杂志发文，声称这些年来他多次收到特朗普的信，每封都附有照片，用金色记号笔在照片上标识，证明自己的手指不短。
接下来奥利弗批评特朗普参选前和竞选期间表达的政治观念前后不一，既是生命派又是选择派；既支持又反对攻击武器禁令，既倡导收容叙利亚难民，又决意把他们驱逐出美国。奥利弗进一步指出，特朗普曾在接受《福克斯和朋友》（Fox & Friends）电话采访时宣称，他用于战胜伊斯兰国的手段包括处死恐怖分子疑犯的家人，但根据《日内瓦公约》，如此行径将构成战争罪。
随后，主持人称前三K党大祭师大衛·杜克是特朗普竞选的金主，但特朗普先是在2000年公开谴责杜克，后又于2016年自称根本不知道杜克是谁。奥利弗进一步指出，杜克于上周呼吁白人優越主義支持者表态力挺特朗普，对总统候选人的竞选言论投桃报李；本节目播出当天（2016年2月28日，星期日），特朗普面对多家周日早间谈话节目采访也没有驳斥杜克的说法。主流媒体此时已开始谴责特朗普竞选期间鼓吹针对多个种族的偏见，如西班牙裔恐惧症和伊斯兰恐惧症主持人批评总统候选人声称不知杜克是谁的说法纯属谎言，援引特朗普2000年接受《NBC新聞》采访时称杜克是“偏执狂（和）种族主义者”。奥利弗指出，虽然前后说法不一，但上述言论说明特朗普“要么是种族主义者，要么假装是，有时两者根本没区别”。他最后援引政治事实网站（PolitiFact.com）的研究结果指出，特朗普开始竞选总统后有四分之三的言论是谎话。

### “让唐纳德变回德朗普夫”

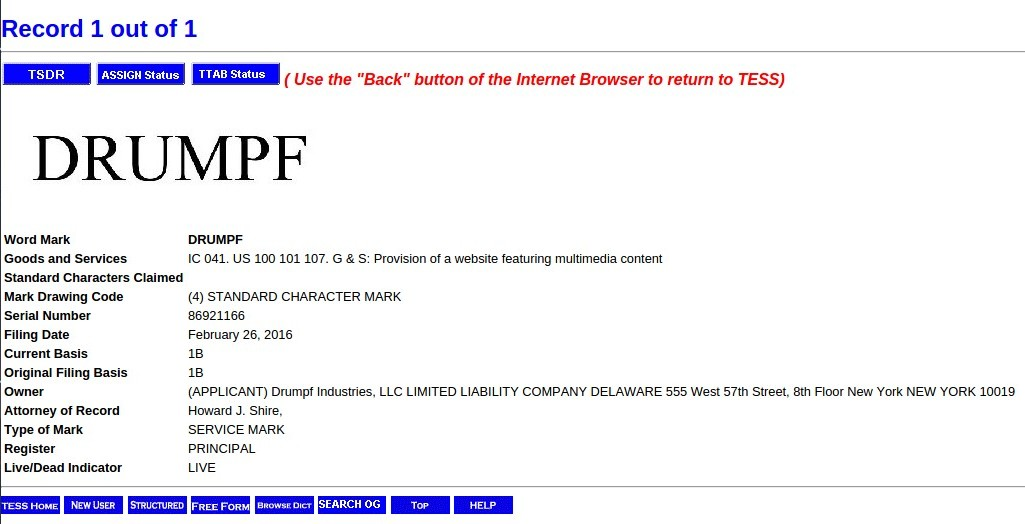
“德朗普夫”商标注册申请（图）未通过

主持人在节目最后呼吁观众用特朗普家族祖先的姓氏“德朗普夫”（Drumpf）称呼总统候选人。奥利弗在节目前期指出，特朗普曾一再称呼犹太裔美国笑匠喬恩·史都華的原名“乔纳森·莱博维茨”（Jonathan Leibowitz）以示嘲讽，甚至于2013年5月在推特发文笑称史都華“应该对他的传统感到骄傲”，事后又矢口否认上述言论。曾与史都華在《每日秀》中合作的奥利弗坚称总统候选人“应该对他的传统感到骄傲”，所以大家都应称他“唐纳德·德朗普夫”。奥利弗认为，这个姓氏更能反映特朗普的本质，那些认为他很有魅力、想把选票投给“承诺让美国再次伟大的人”的选民应该“先停下来好好想想，如果遇到的人名叫唐纳德·德朗普夫，他们会有什么感觉”。
奥利弗称，对于部分人士而言，“特朗普”似乎拥有强大等丰富的内涵，相比之下，总统候选人祖先的本姓德朗普夫就“远没有那么多神奇的魔力”，听起来“就像重度肥胖鸽子飞到倒闭抵押老海军商店窗户上时发出的声音”，“又像瓶装零售品牌根汁啤酒从加油站小超市货架上摔下来的声音”。节目最后，奥利弗走向灯泡组成的（“德朗普夫”）标识，提醒那些正在观看节目并有意投票支持特朗普的观众：“不要相信他说的那些东西去投票，他是胡扯大师。不要以为他很坚强，他就一巨婴，连手指都特别小。别以为他能搞什么建设，那完全就是烂透顶的生活品牌。”最后，奥利弗挑战特朗普，有种就因这场演出起诉。
特拉华州出现“德朗普夫工业”（Drumpf Industries）有限公司，并向美国专利及商标局申请注册商标“德朗普夫”。2016年5月，专利及商标局称该商标源于在世人物，即唐纳德·特朗普，注册申请中没有提供特朗普的书面同意书，所以拒绝申请。节目播出后，奥利弗发布Google Chrome扩展程序，能把页面中的（“特朗普”）字样换成（“德朗普夫”）。他还在节目期间创造并展示“#”（“让唐纳德变回德朗普夫”）主題標籤，之后又注册域名（“唐纳德德朗普夫.”），网站提供扩展程序免费下载，同时出售印有口号（“让唐纳德变回德朗普夫”）的棒球帽。帽子由联合服装（Unionwear）生产，以特朗普的“让美国再次伟大”红色棒球帽为原型。

## 反响
节目播出后，“唐纳德·德朗普夫”的互联网搜索呈病毒式爆发。节目播出两天后便是3月1日的初选“超級星期二”，“唐纳德·德朗普夫”Google搜索次数已超过与特朗鲁争夺共和党提名的泰德·克鲁兹和馬可·魯比奧。其他媒体在《上周今夜秀》后马上跟进，报导特朗普“手指特别短”的消息，以致特朗普于3月1日在推特宣称，根本没听过嘲笑他“手指特别短”的内容。
截至3月4日，节目播出六天后，扩展程序已有33.38万次下载和5800次查看。与其他类似扩展程序导致部分媒体误将特朗普印成德朗普夫后发布。美国犹太人大会（American Jewish Congress）一度在宣布会员民意调查结果时把共和党候选人称为“唐纳德·德朗普夫”，事后表示这是有人使用扩展程序导致。受另一种扩展程序影响，《连线》杂志文章用“某个手特小的人”代替特朗普的名字，意指“短指粗汉”网络模因。

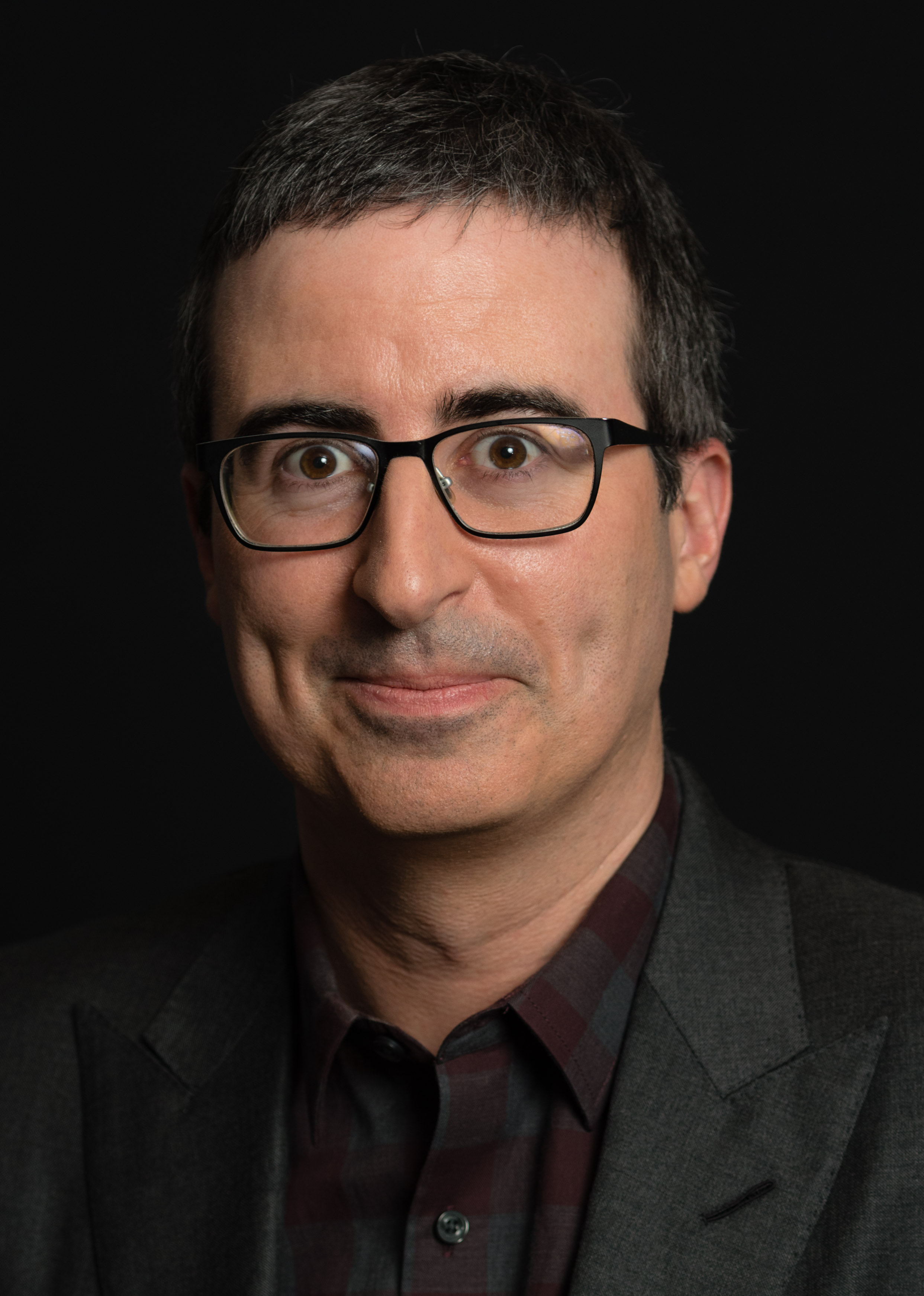
CNET的报导认为约翰·奥利弗（图）希望节目能推动美国人不要把票投给特朗普，但后者最终赢得大选。

《纽约时报》的丹尼尔·维克多（Daniel Victor）认为“唐纳德·德朗普夫”是“有趣的标签”，但特朗普家族早在17世纪便已改姓，所以改姓之举与总统候选人没什么关系。维克多还指出，美国许多艺人和政治家都改过姓，如前总统比尔·克林顿与杰拉尔德·福特，以及特朗普的对手希拉里·克林顿等。克里斯·马蒂什奇克（Chris Matyszczyk）在发文批评节目“持续纠缠”特朗普，奥利弗的意图已经超出“讽刺”，而是着意要改变美国人的看法，促使他们不要投票支持特朗普。
麻省理工学院在节目播出后制出名为“深德朗普夫”（DeepDrumpf）的推特机器人，利用神经网络技术模仿特朗普发布推文。据机器人创始人表示，“深德朗普夫”收集特朗普的推文片段，利用人工智能学习语法结构，根据学到的特朗普语法风格输出推文。他还称，如果可用的数据更多，或是用上人工智能系统能够分析的所有数据，神经网络就能更好地模仿特朗普。
《上周今夜秀》播出八天后，节目在的累计观看次数已超1900万，是《上周今夜秀》最热门的分段视频。相比之下，上一期节目主分段的八天播放量刚超过400万。三月结束时，节目的播放量达2330万次，更达6200万次，两大社交媒体合计8500万次，创下节目的新纪录。
截至3月8日，节目播出十天后，全部3.5万顶“让唐纳德变回德朗普夫”棒球帽均已通过网站售罄，扩展程序也已下载43.3万次。特朗普当选总统后不久，联合服装宣告破产，但这与生产上述棒球帽没有直接关系。
自由职业记者罗森鲍姆（S. I. Rosenbaum）在《华盛顿邮报》发文，批评奥利弗以“唐纳德·德朗普夫”称呼总统候选人之举是蓄意嘲弄移民美国时将姓名盎格魯化的民族团体，例如德裔美国人。罗森鲍姆称，这个名字让人想到特朗普本人的仇外言论，都属于长期存在的文化趋势，“以听上去来自外国的姓名暗示此人不是纯正美国人。”奥利弗本人后来表示笑话“有些失控”，再也没有在节目中提起。他在接受《滚石》杂志采访时称：“笑话对我们来说很快就会过时，一开始的确很不错，但就像湯姆·約克的歌曲《懦夫》（Creep），现在我每次都跳过去不听”。谈到节目是和第88届奥斯卡颁奖典礼在同一晚播出时奥利弗表示，节目制作时并没有影响会特别大的感觉，但德朗普夫的称呼后来变得如此流行，“想来多少有点让人不舒服”。

## 改姓时间争议

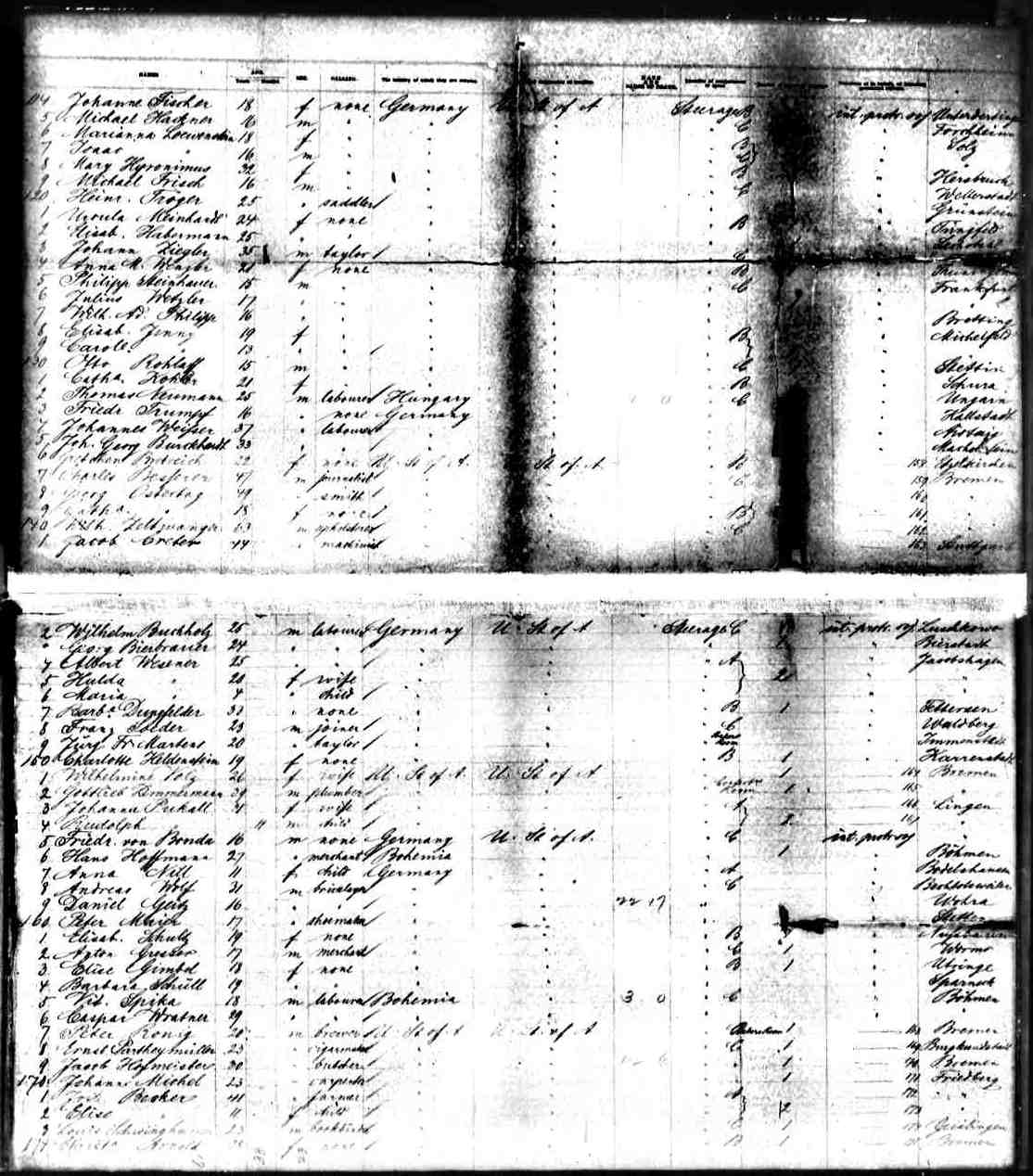
1885年美国移民纪录，记有来自德国卡尔施塔特的16岁男子“弗雷德里·德朗普夫”，唐纳德·特朗普的爷爷弗雷德里克·特朗普也是这年移民美国

媒体评论员都同意德朗普夫是特朗普祖先的姓氏，并且唐纳德·特朗普和父亲弗雷德都从未以德朗普夫为姓，但在家族改姓的具体时间上无法达成一致，有认为是17世纪，也有认为是19世纪唐纳德的爷爷弗雷德里克·特朗普移民美国之时。据迈克尔·克拉尼什（Michael Kranish）和马克·费希尔（Marc Fisher）2017年的著作《揭密特朗普》（Trump Revealed）记载，“特朗普”姓氏的确立时间尚无定论；唐纳德爷爷出生的德国村庄卡尔施塔特立有特朗普家族墓碑，上面列出的姓氏很多，“如德龙布（Dromb）、德伦布（Drumb）、德朗普夫（Drumpf）、特伦（Trum）、特龙布（Tromb）、特龙普（Tromp），以及特伦普夫（和）”。
部分评论员认为，弗雷德里克·特朗普原名“弗雷德里希·德朗普夫”（Friedrich Drumpf），是他将姓氏改成特朗普。格温达·布莱尔（Gwenda Blair）曾长期为唐纳德立传，她在2015年接受德国之声采访时称，唐纳德的“爷爷弗雷德里希·德朗普夫于1885年来到美国”，当年他16岁，跟随大批德国人一起移民美国。家谱网站（“祖先.”）公布包括特朗普和阿斯特家族在内众多名门望族的谱系后，《紐約每日新聞》于2015年9月初发文，称弗雷德里克·德朗普1869年在德国出生时原名“弗雷德里希·德朗普夫”。1885年美国移民纪录记有来自卡尔施塔特的（“弗雷德里·德朗普夫”），弗雷德里克便是这年进入美国。
部分媒体认为特朗普家族是在17世纪改姓。布莱尔2015年再版的著作《特朗普家族：建立帝国的三代人》声称，特朗普家族是在三十年戰爭期间改姓，17世纪就有家族先辈取名“约翰·菲利普·特朗普”（John Philip Trump）。布莱尔还称，弗雷德里克·特朗普原名弗雷德里希·特朗普，他的父亲叫约翰内斯·特朗普（Johannes Trump），生于19世纪。《波士頓環球報》和丹尼尔·维克多抱持同等立场，维克多称“虽有不少误解，但特朗普先生与关系最近的亲属都和改姓无关。奥利弗先生所言‘某位很有远见的先祖’也很谨慎”。《衛報》的凯特·康诺利（Kate Connolly）走访卡尔施塔特后撰文表示，弗雷德里克本名“弗雷德里希·特朗普”，镇上的教区登记册记有前后五百年的特朗普家族人士姓名，其中根本没有“德朗普夫”。
多份来源声称，弗雷德里希、其父其姑都姓特朗普，所以改姓时间应该是在18世纪前。家谱组织称弗雷德里希·特朗普的父亲叫约翰·伊·特朗普（Johann Ii Trump）。阿邦网旗下的网站刊登系谱家的研究结果，称唐纳德·特朗普的爷爷叫弗雷德里希·特朗普，太公叫克里斯蒂安·约翰内斯·特朗普（Christian Johannes Trump）。约书亚·肯德尔（Joshua Kendall）2013年的著作《美国强迫症：建立国家的强迫能量》（America's Obsessives: The Compulsive Energy That Built a Nation）称，弗雷德里克的父亲和姑姑，即唐纳德的太公和太姑婆分别叫约翰·特朗普（John Trump）和夏洛特·路易丝·特朗普（Charlotte Luise Trump）。